# Jack Fina
Jack Fina (* 13. August 1913 in Passaic; † 14. Mai 1970 in Sherman Oaks, Kalifornien) war ein US-amerikanischer  Bandleader,  Pianist, Arrangeur und Songwriter im Bereich des Swing und der Populären Musik.
Jack Fina studierte am New York College of Music bei August Fraemcke und Elsa Nicilini. Seine Karriere als Musiker begann er in den 1930er Jahren in Clyde McCoys Band; bekannt wurde er schließlich durch seine Mitgliedschaft im Orchester von Freddy Martin 1936, zu hören auf dessen Hit „Tonight We Love“. Für die Freddy Martin-Band arrangierte Fina eine Swing-Version von Rimski-Korsakows Flight of the Bumble Bee unter dem Titel „Bumble Boogie“, der auf RCA Victor erschien, # 7 der Billboard-Charts erreichte und 1948 in dem Walt Disney Trickfilm Melody Time Verwendung fand. Die Studioband B. Bumble and the Stingers hatte mit Finas Arrangement des Titels einen Hiterfolg im Jahr 1961.
Nachdem er Martin 1946 verlassen hatte, gründete Fina seine eigene 16-köpfige Band, die im Claremont Hotel debütierte; Sänger der Band waren Harry Prime und Gil Lewis. Landesweit bekannt wurde sein Orchester durch zahlreiche Rundfunk-Übertragungen und Aufnahmen für MGM; es gastierte u. a. in New York im Waldorf-Astoria und erschien in einigen Filmen mit ihren Hits „Bumble Boogie“ und „Disc Jockey“ (1951). Fina schrieb auch den Themensong „Dream Sonata“ sowie „Chango“ und „Piano Portraits“. Mitglieder des Orchesters waren später bekannte Jazzmusiker wie Bob Bates, Paul Desmond, Virgil Gonsalves und Herb Geller.
In den 1950er Jahren musste Fina die Größe seiner Band reduzieren und ließ sich in San Francisco nieder. Dort leitete er zusammen mit seinem Manager Al King auch eine Künstleragentur, die Concerto Music & Entertainment Agency. Anfang der 1960 spielte Fina mit einem kleineren Ensemble im Beverly Hills Hotel, wo er acht Jahre lang auftrat; 1966 entstand das Album More Great Hits In Boogie Woogie (Dot Records). Als Solist gastierte er auch in einer Fernsehshow. 1970 kehrte er für einen Auftritt ins Beverly Hills Hotel zurück, erlitt einen Herzinfarkt und starb kurze Zeit später in seinem Haus in Sherman Oaks.